# 北普萊恩菲爾德
北普萊恩菲爾德（英語：North Plainfield）是位於美國新澤西州薩默塞特縣的自治市鎮。

## 人口
根據2020年美國人口普查的數據，北普萊恩菲爾德的面積為1.82平方千米，當中陸地面積為1.76平方千米，而水域面積為0.05平方千米。當地共有人口22808人，而人口密度為每平方千米12,532人。